# Boișoara
Boișoara – wieś w Rumunii, w okręgu Vâlcea, w gminie Boișoara. W 2011 roku liczyła 562 mieszkańców.